# Den Collinske Gård
Den Collinske Gård er en fredet nyklassicistisk ejendom, der er beliggende på Amaliegade 9 i Frederiksstaden i det centrale København. Ejendommen har sit navn efter Jonas Collin, der i den danske guldalder var en fremtrædende embedsmand og førende kunstmæcen. Collin ejede bygningen fra 1838 til 1861. Han var en nær ven og loyal tilhænger af H.C. Andersen, der ofte besøgte huset.

## Tidlig historie
|  |  |  | Huset blev opført til stolemager Peder Svendsen i 1752. I den nye matrikel, der udkom 1756 stod den opført som nr. 71 V. Den ejedes dengang af en brygger ved navn Lauritz Jørgensen. På Geddes kort over Sankt Annæ Østre kvarter fra 1757 var ejendommen markeret som nr. 311. I den nye matrikel af 1806 blev ejendommen opført som nr. 155 i Sankt Annæ Østre Kvarter. Den var på det tidspunkt blevet erhvervet af lægen og kirurgen Heinrich Callisen, som er blevet beskrevet som "kirurgiens fader" i Danmark. |

Ejendommen var i 1787 erhvervet af Henrich Callesen, der boede der med sin hustru Maria Amalia, født Walker, deres fire børn (i alderen fire til ni), en datter fra sit første ægteskab (14 år), sin første kones søster Juliane Marie Braun, to tjenestepiger, en kvindelig kok, en kusk og to logerende. 

## Familien Collin
Huset blev i 1838 købt af Jonas Collin. Han havde indtil da opholdt sig i et gammelt og lidt ramponeret hus på Store Strandstræde. Angiveligt besluttede Jonas Collin at flytte, da det regnede gennem loftet og på bordet i Bertel Thorvaldsens nærvær. Collin arrangerede 3. oktober en indflytterfest, hvor nogle af tidens førende danske kunstnere deltog, heriblandt Bertel Thorvaldsen, Hermann Ernst Freund, Johan Ludvig, H.C. Andersen og Johanne Luise Heiberg . Jonas Collin og hans hustru boede på de to nederste etager.  Deres søn, Theodor Collin, var også en del af husstanden, da folketællingen i 1845 blev gennemført. Parrets datter Ingeborg og hendes mand Adolph Drewsen boede på anden sal. 
Bygningen blev senere hjemsted for firmaet M.J. Grønbech & Sønner, hvis gamle hovedsæde Bag Børsen 76 blev revet ned i forbindelse med en udvidelse af Slotsholmen. Firmaet flyttede til Kristianiagade 9 i 1947. 

## Arkitektur
Huset består af tre etager og er syv fag bredt. Den er trukket tilbage fra gaden og bryder dermed grundlæggende med Nicolai Eigtveds stramme retningslinjer for Amaliegades og Frederiksstadens arkitektur. Myndighederne håbede længe at se en ny bygning på stedet, der udfyldte hullet i husrækken, og afviste derfor en ansøgning i 1768 fra ejeren om at bygge et hegn på gaden. Hegnet, der ses i dag, er bygget i forbindelse med en renovering af huset, hvor den tre-fags kvist, der ses i dag, afløste en trekantet fronton fra husets opførelse. 
En buet port fører ind til en smal, brostensbelagt gård. En lille bygning yderst i gården er også fredet.

## I dag
Bygningen ud mod gaden indeholder en lejlighed på hver etage, mens bagfløjen (nr. 9B) rummer en virksomhed.
|  |  |  | Huset består af tre etager og er syv fag bredt. Den er trukket tilbage fra gaden og bryder dermed grundlæggende med Nicolai Eigtveds stramme retningslinjer for Amaliegades og Frederiksstadens arkitektur. Myndighederne håbede længe at se en ny bygning på stedet, der udfyldte hullet i husrækken, og afviste derfor en ansøgning i 1768 fra ejeren om at bygge et hegn på gaden. Hegnet, der ses i dag, er bygget i forbindelse med en renovering af huset, hvor den tre-fags kvist, der ses i dag, afløste en trekantet fronton fra husets opførelse. |